# ويليام باين
ويليام باين (بالإنجليزية: William Payne)‏ (6 أغسطس 1854 في المملكة المتحدة - 25 يونيو 1909) هو لاعب كريكت بريطاني (وحمل سابقاً جنسية المملكة المتحدة لبريطانيا العظمى وأيرلندا). لعب مع نادي مقاطعة ساسكس للكركيت ‏.

## وصلات خارجية
- ويليام باين على موقع إي آس بي آن كريك إنفو (الإنجليزية)